# ألان كوكس (مقدم برامج إذاعية)
ألان كوكس (بالإنجليزية: Alan Cox)‏ هو مقدم برامج إذاعية أمريكي، ولد في 23 يونيو 1971 في Fort Gregg-Adams ‏ في الولايات المتحدة.

## وصلات خارجية
- الموقع الرسمي